# Code Black
Code Black (en español: Código negro) es una serie estadounidense de televisión de drama médico  transmitida por CBS desde el 30 de septiembre de 2015. Se lleva a cabo en una sala de emergencias llena de gente y faltos de personal y recursos en Los Ángeles, California y se basa en un documental de Ryan McGarry.
CBS renovó la serie para una segunda temporada que comenzó el 28 de septiembre de 2016. El 15 de marzo de 2017 CBS la renovó para una tercera temporada que comenzó el 25 de abril de 2018, el 23 de mayo de 2018 anunció que Code Black no sería renovada para una cuarta temporada.

## Trama
La serie se centra en el hospital ficticio "Angels Memorial Hospital", donde residentes de primer año y sus instructores colegas deben atender a pacientes en una sala de emergencia con capacidad permanentemente superada y con situaciones que exigen el mejor desempeño.

## Elenco y personajes

### Reparto principal
- Marcia Gay Harden es la Doctora Leanne Rorish, directora de Residentes de la sala de emergencias en Angels, conocida por sus actuales y antiguos estudiantes como "Papá". Su esposo y dos niños murieron después de que su coche fue golpeado por un conductor ebrio; Esto a veces influye en sus decisiones médicas. En "Diagnóstico de Exclusión" Leanne es ascendida a Director de Medicina de Emergencia, tras la muerte de Gina Perello la anterior directora.
- Raza Jaffrey es el Doctor Neal Hudson, un médico de urgencias. Él es un excirujano británico-indio, su enfoque es tranquilo y más orientado a las personas. Mantuvo una relación con Christa durante su primer año de residencia. En "Ave María", Neal se convierte en un asistente quirúrgico, y es una vez más asignado a Emergencia.[5] (Personaje temporada 1)
- Bonnie Somerville es la Doctora Christa Lorenson, un residente de primer año madura. Tenía un hijo que murió de cáncer cerebral. Su experiencia y su divorcio la motivaron a asistir a la escuela de medicina.[5] (Personaje temporada 1)
- Melanie Chandra encarna a la Dr. Malaya Pineda, una residente de segundo año. Ella fue a la escuela de medicina e hizo su residencia en el Hospital Angels Memorial, y por lo tanto está más familiarizado con la sala de emergencias y su personal. Ella mantuvo una relación amorosa con una residente cuando era una estudiante de medicina.
- William Allen Young como el Doctor Rollie Guthrie, un médico de emergencias con un estilo muy enriquecedor; Angus es tomado por Guthrie bajo su protección en los primeros días en la sala de emergencias. La esposa de Guthrie se suicidó, llevando su relación con su hijo a situaciones muy conflictivas, su hijo es un cirujano que aparecerá en la primera temporada.
- Harry Ford actúa el papel del Doctor Angus Leighton, un residente de segundo año. Su padre está en la junta del hospital, y se siente eclipsado por eso y por su hermano mayor, un antiguo residente, pero crece lentamente en la confianza.
- Benjamin Hollingsworth como el Doctor Mario Savetti, es un residente de segundo año. Él creció en la pobreza y ve en la medicina su única salida. Anteriormente fue un camarero y adicto a las drogas, al principio se muestra como individualista y poco interesado en los demás compañero, con el tiempo logra crear una relación de amistad con Angus y Malaya.
- Luis Guzmán como Jesse Salander, conocido como "mamá". Es el jefe de enfermeros es quien ayuda y aconseja a los residentes, Jesse es fuerte y duro cuando debe serlo, pero tiene una personalidad de cuidado y apoyo constante a los estudiantes. Él y Rorish tiene un largo lazo de amistad y confianza, son muy cercanos.
- Boris Kodjoe como el Dr. Will Campbell, es el Jefe de Cirugía (temporada 2 principal; recurrente en temporada 1). Un cirujano de gran prestigio que se convierte en el nuevo jefe de la sala de emergencias en la temporada 2 con el fin de ahorrar costos, provocando conflictos entre él y Leanne, es muy duro y trata de apegarse a las normas, sus decisiones no consideran situaciones que pueden beneficiar a los pacientes y como consecuencia de esto su personal suele enfrentarlo. Tiene una hija con enfermedades de nacimiento que no le permite caminar, su esposa los abandonó.[6]
- Jillian Murray ella da vida a la Doctora Heather Pinkney, un residente de cirugía que se involucra con Mario (temporada 2; recurrentes temporada 1).[7] Se termina rápidamente cuando se entere de su relación con el Doctor Campbell. Ella se mete en más problemas cuando se reveló que está proporcionando a Angus de drogas. Cuando se enfrenta a Campbell, que amenaza con convertir su relación en el pasado en un caso de acoso sexual.
- Rob Lowe como el Doctor Ethan Willis, un Coronel del ejército de Estados Unidos unido al un programa del Ejército de Estados Unidos que busca crear y probar técnicas y herramientas para aplicar en situaciones médicas extremas en el campo. Se une al personal de emergencias en los Angels Memorial después de que el Ejército lo saca del campo de batalla en Afganistán.[8] (Personaje principal Segunda temporada)

### Personajes recurrentes
- Kevin Dunn como el Dr. Mark Taylor, es el director del Departamento de Emergencia en el Angels Memorial, quien está de suspendido durante una investigación sobre una posible mala administración.
- Shiri Appleby como la doctora Carla Niven, ex residente en Angels Memorial, la exnovia de Malaya. Ella es diagnosticada con leucemia durante el embarazo y muere poco después de entregar al bebé. (Temporada 1)
- Christina Vidal como la Dra. Gina Perello, la Directora de reemplazo del Departamento de Emergencia en el Angels Memorial, que asume el cargo cuando el Dr. Taylor es puesto en licencia. Ella fue asesinada por el acosador de Malaya, Gordon Heshman. (Temporada 1)
- Gabrielle Carteris como Amy Wolfowitz, R.N., una enfermera en el Departamento de Emergencias.
- Cress Williams como el Dr. Cole Guthrie, es un cirujano y el hijo de Rollie. Su relación con su padre es tensa por el suicidio de su madre. (Temporada 1)
- Tommy Dewey como el Dr. Mike Leighton, el hermano mayor de Angus, y un médico de cabecera recientemente contratado. Se convierte en el director del Programa de Residencia después de la promoción de Rorish.  (Temporada 1 y 2)
- Jesse Bradford como Gordon Heshman, un acosador psicótico. (Temporada 1)
- Jeff Hephner como el Dr. Ed Harbert, director ejecutivo del Hospital Angels Memorial y el novio de Gina. Él y Leanne chocan con frecuencia, pero su respeto mutuo es obvio.
- Meagan Good como la doctora Grace Adams, la exnovia de Neal. (Temporada 1)
- Ellia English como Isabel Méndez, una enfermera del Departamento de Emergencias.
- Emily Nelson como Hannah Reynolds, una enfermera del Departamento de Emergencias.
- Angela Relucio como Risa Park, enfermera del Servicio de Urgencias.
- Noah Gray-Cabey como Elliot Dixon, un nuevo residente de primer año de Emergencias.[9] (Temporada 2)
- Nafessa Williams como Charlotte Piel, un nuevo residente de primer año de Emergencias. Fue asesinada a tiros en la sala de espera mientras trataba a los pacientes, en "Ángeles y Demonios".[9] (Temporada 2, Episodios 1-4)
- Emily Tyra como Noa Kean, un nuevo residente de primer año en el ER.[9] (Temporada 2)

## Episodios

### Primera temporada
| N.º | Título                            | Dirigido por        | Escrito por          | Fecha de emisión original | Audiencia (millones) |
| --- | --------------------------------- | ------------------- | -------------------- | ------------------------- | -------------------- |
| 1   | «Pilot»                           | David Semel         | Michael Seitzman     | 30 de septiembre de 2015  | 8.58                 |
| 2   | «Tapamos Agujeros»                | Christopher Misiano | Michael Seitzman     | 7 de octubre de 2015      | 6.83                 |
| 3   | «Enfermedades Preexistentes»      | Lee Rose            | David Marshall Grant | 14 de octubre de 2015     | 7.70                 |
| 4   | «La única constante es el cambio» | —                   | —                    | 21 de octubre de 2015     | 8.00                 |
| 5   | «Médicos con fronteras»           | —                   | —                    | 28 de octubre de 2015     | 8.15                 |
| 6   | «In Extremis»                     | —                   | —                    | 4 de noviembre de 2015    | 9.60                 |
| 7   | «Buen árbol»                      | —                   | —                    | —                         | 10.30                |
| 8   | «Tú eres su corazón»              | —                   | —                    | —                         | 9.50                 |
| 9   | «El hijo resucitado»              | —                   | —                    | —                         | 9.10                 |
| 10  | «Reanimacion Cardiopulmonar»      | —                   | —                    | —                         | 10.75                |
| 11  | «Etiqueta negra»                  | —                   | —                    | —                         | 11.50                |
| 12  | «Niebla de Guerra»                | —                   | —                    | —                         | 11.05                |
| 13  | «Primera Cita»                    | —                   | —                    | —                         | 9.20                 |
| 14  | «El Quinto Estadio»               | —                   | —                    | —                         | 8.90                 |
| 15  | «Diagnóstico por exclusión»       | —                   | —                    | —                         | 8.50                 |
| 16  | «Ave María»                       | —                   | —                    | —                         | 9.25                 |
| 17  | «El amor duele»                   | —                   | —                    | —                         | 10.90                |
| 18  | «Pelea de gallos»                 | —                   | —                    | —                         | 13.10                |

### Segunda temporada
| N.º | Título                               | Dirigido por | Escrito por | Fecha de emisión original | Audiencia (millones) |
| --- | ------------------------------------ | ------------ | ----------- | ------------------------- | -------------------- |
| 19  | «Segundo año»                        | —            | —           | —                         | 12.50                |
| 2   | «Life and Limb» «Jugarse el pellejo» | —            | —           | —                         | 13.50                |
| 3   | «Forma corpórea»                     | —            | —           | —                         | 14.50                |
| 4   | «Demonios y ángeles»                 | —            | —           | —                         | 16.30                |
| 5   | «Avalancha»                          | —            | —           | —                         | 17.00                |
| 6   | «Complejo de héroe»                  | —            | —           | —                         | 15.50                |
| 7   | «Lo que la verdad esconde»           | —            | —           | —                         | 13.73                |
| 8   | «Organismos 1.0»                     | —            | —           | —                         | 15.38                |
| 9   | «Pretidigitación»                    | —            | —           | —                         | 14.30                |
| 10  | «Ave María Mater Dei»                | —            | —           | —                         | 13.30                |
| 11  | «Éxodo»                              | —            | —           | —                         | 15.45                |
| 12  | «Única entre un millón»              | —            | —           | —                         | 14.60                |
| 13  | «Asuntos pendientes»                 | —            | —           | —                         | 16.20                |
| 14  | «Problemas personales»               | —            | —           | —                         | 17.80                |
| 15  | «Pandemia parte 1»                   | —            | —           | —                         | 18.75                |
| 16  | «Pandemia parte 2»                   | —            | —           | —                         | 20.00                |

## Producción
El 27 de enero de 2015, CBS le dio luz verde al episodio piloto del programa. El 4 de junio, Brett Mahoney fue nombrado productor ejecutivo de Code Black.
El 23 de octubre de 2015, CBS ordenó seis nuevos episodios de Code Black. El mes siguiente, CBS ordenó cinco episodios adicionales.
CBS renovó el programa para una segunda temporada en mayo de 2016.

### Reparto
El 17 de febrero de 2015, Marcia Gay Harden fue fichada para el papel de Christa, una mamá del fútbol que perdió a su hijo al cáncer. El 23 de febrero, Melanie Kannokada fue elegida como Malaya, una doctora que comenzaba su residencia, al día siguiente, Maggie Grace fue elegida como la Dra. Leanne Rorish, la directora del programa de residentes.
El 3 de marzo, Luis Guzmán se sumaba como José Santiago, un jefe de enfermero. El nombre del personaje se cambió más tarde a Jesse Salander. Al día siguiente, Raza Jaffrey fue elegido como Neal, y Ben Hollingsworth se sumó al reparto para dar vida a Mario, un nuevo residente de emergencias.
Maggie Grace dejó el proyecto antes de comenzar la filmación, el papel de Leanne Rorish fue dado a Marcia Gay Harden, y Bonnie Somerville fue sumada en el rol del papel que había sido asignado con anterioridad a Harden, encarnaría a Christa.
En la temporada 2, Somerville y Jaffrey dejaron el reparto con las partidas de sus personajes sin explicación, y Rob Lowe se unió al reparto como médico militar en servicio temporal en el Angels Memorial.

## Recepción
Code Black ha recibido críticas variadas de los críticos. En Rotten Tomatoes la serie tiene una calificación de 54%, de acuerdo con 39 opiniones. El consenso crítico del sitio dice: «Aunque no reinventamos el estetoscopio, Code Black es un drama médico por encima del promedio, con argumentos teatrales adecuados que conforman un diálogo a veces cursi». En Metacritic, la serie tiene una puntuación de 53 de 100, basada en 26 críticas, indicando «reseñas mixtas o promedio».
En el festival de la televisión de Monte-Carlo 2016, Harden ganó como mejor actriz el premio Golden Nymph Award, mientras que la serie Code Black fue nominada como mejor serie televisiva dramática.